# Nga My, Nghệ An
Nga My là một xã thuộc tỉnh Nghệ An, Việt Nam. Xã được hình thành trên cơ sở sáp nhập xã Xiêng My và xã Nga My của huyện Tương Dương trong đợt Sáp nhập tỉnh thành Việt Nam 2025.

## Địa lý
Xã Nga My có vị trí địa lý:
- Phía Đông giáp xã Bình Chuẩn và xã Hùng Chân;
- Phía Nam giáp xã Châu Khê và xã Cam Phục;
- Phía Tây giáp xã Yên Hòa và xã Yên Na;
- Phía Bắc giáp xã Mường Quàng.

Xã Nga My có diện tích tự nhiên 302,52 km².

## Hành chính và tên gọi
Xã Nga My được thành lập theo Nghị quyết số 1678/NQ-UBTVQH15 của Ủy ban Thường vụ Quốc hội Việt Nam, ban hành ngày 16 tháng 6 năm 2025. Theo đó, sắp xếp toàn bộ diện tích tự nhiên, quy mô dân số của xã Xiêng My và xã Nga My thuộc huyện Tương Dương trước đây thành một xã mới có tên gọi là xã Nga My.
Trước đó, theo Đề án sắp xếp đơn vị hành chính cấp xã tỉnh Nghệ An, xã này là xã Tương Dương 7.
Sau sắp xếp xã có diện tích tự nhiên: 302,52 km², quy mô dân số: 8.467 người.